# لواء الشيخ عمر حديد
لواء الشيخ عمر حديد هو تنظيم عسكري إسلامي كان يعرف سابقا (على الرغم من أنه لا يزال يشار إليه حاليا) كلواء لأنصار بيت المقدس (وهي مجموعة أطلقت على نفسها مؤخرا تسمية الدولة الإسلامية في أواخر عام 2014) ويتبع اللواء لتنظيم الدولة الإسلامية وينشط في قطاع غزة.